# New Cutey Honey
New Cutey Honey (新・キューティーハニー, Shin Kyûteî Hanî) est une série d'animé en huit épisodes de 30 minutes, créée par Toei Animation d'après le manga Cutey Honey de Go Nagai et diffusée sous forme d'OAV.

## Synopsis
Cutey Honey se « réveille » après 100 années de sommeil pour combattre les forces du mal, avec à leur tête Dolmeck, qui règnent sans partage sur la ville de Cosplay City.
Cette jeune fille dispose d'un pouvoir de transformation infini afin de débarrasser enfin la ville du joug des forces obscures.

## Épisodes
1. Un ange venu du ciel
2. La princesse des joyaux
3. Une chanson pour l'enfer
4. Destruction !
5. L'éveil des ténèbres
6. Le démon de la vengeance
7. La tanière des démons
8. L'irrésistible attrait de l'or

## Distribution

### Voix originales
- Michiko Neya : Honey Kisaragi
- Kousei Tomita : Danbei Hayami
- Rika Fukami : Daiko Hayami
- Rica Matsumoto : Chokkei Hayami
- Wataru Takagi : Akakabu Hayami
- Chafurin : Pochi (Ep. 8)
- Ai Orikasa : Gene
- Chiharu Tezuka : Fille 2 (Ep. 2)
- Fumihiko Tachiki : Scavenger (Ep. 5)
- Hideo Ishikawa : Adonis (Ep. 1)
- Hirohiko Kakegawa : Peeping Spider
- Junko Iwao : Natsuko
- Junko Sakuma : Fille 1 (Ep. 2)
- Kaoru Shimamura : Suzie 7 (Ep. 7)
- Kikuko Inoue : Yasho (Ep. 6)
- Koshi Nagashima : Policier B (Ep. 8)
- Kouichi Toochika : Policier A (Ep. 8)
- Kujira : Alphone (Ep. 8)
- Kumiko Takizawa : Panther Zora
- Kunihiko Yasui : Monstre (Ep. 7)
- Megumi Tano : Jan (Ep. 5)
- Miyoko Aoba : Pokey (Ep. 5)
- Naoko Matsui : Jewell Princess (Ep. 2)
- Osamu Saka : Dr Kisaragi (Ep. 4)
- Sakiko Tamagawa : Deathstar (Ep. 1)
- Shinobu Adachi : Scorpion (Ep. 7)
- Sho Hayami : Mayor Light
- Taeko Yamada : Black Maiden
- Takaichi Sakaguchi : Tueur (Ep. 7)
- Takashi Nagasako : Caeser (Ep. 1), Leader (Ep. 7)
- Takeshi Aono : Kabuto (Ep. 8)
- Tomohisa Asou : Man (Ep. 5, 6, 7, 8)
- Tomokazu Seki : Akira (Ep. 7)
- Urara Takano : Saline (Ep. 3)
- Yasuhiro Tsuboi : Chasseur (Ep. 7)
- Yasunori Matsumoto : Virtual Hacker
- Yuri Amano : Gold Digger (Ep. 8)
- Yuriko Yamaguchi : Kanko (Ep. 7)
- Yūsaku Yara : Dolmeck

### Voix françaises

#### Doublagedes épisodes 1 et 2
- Anne-Marie Sanchez : Honey Kisaragi
- Hervé Ducroux : Chokkei Hayami
- Bernard Chaperon : Dolmek
- Jacques Stony: Dambei Hayami
- Gaja Bestegui: Death Star
- Jacques Prejac: Balchar

#### Doublage des épisodes 3 à 8
- Stéphanie Lafforgue: Honey Kisaragi
- Bernard Demory: Chokkei Hayami, Dambei Hayami
- Christine Pâris: Daiko Hayami, Panther Zora, Black Maiden, Gold Digger, Yasha
- Mathieu Rivolier: Akakabu Hayami, Dolmek, Professeur Kabuto
- Suzanne Sindsberg: Natsuko, Gin, Sirène, Scorpion
- Philippe Roullier : Docteur Kisaragi, Akira, Spider

Direction artistiquePhilippe Roullier
Source: 
https://www.animenewsnetwork.com/encyclopedia/anime.php?id=566